# Sabriye Tenberken

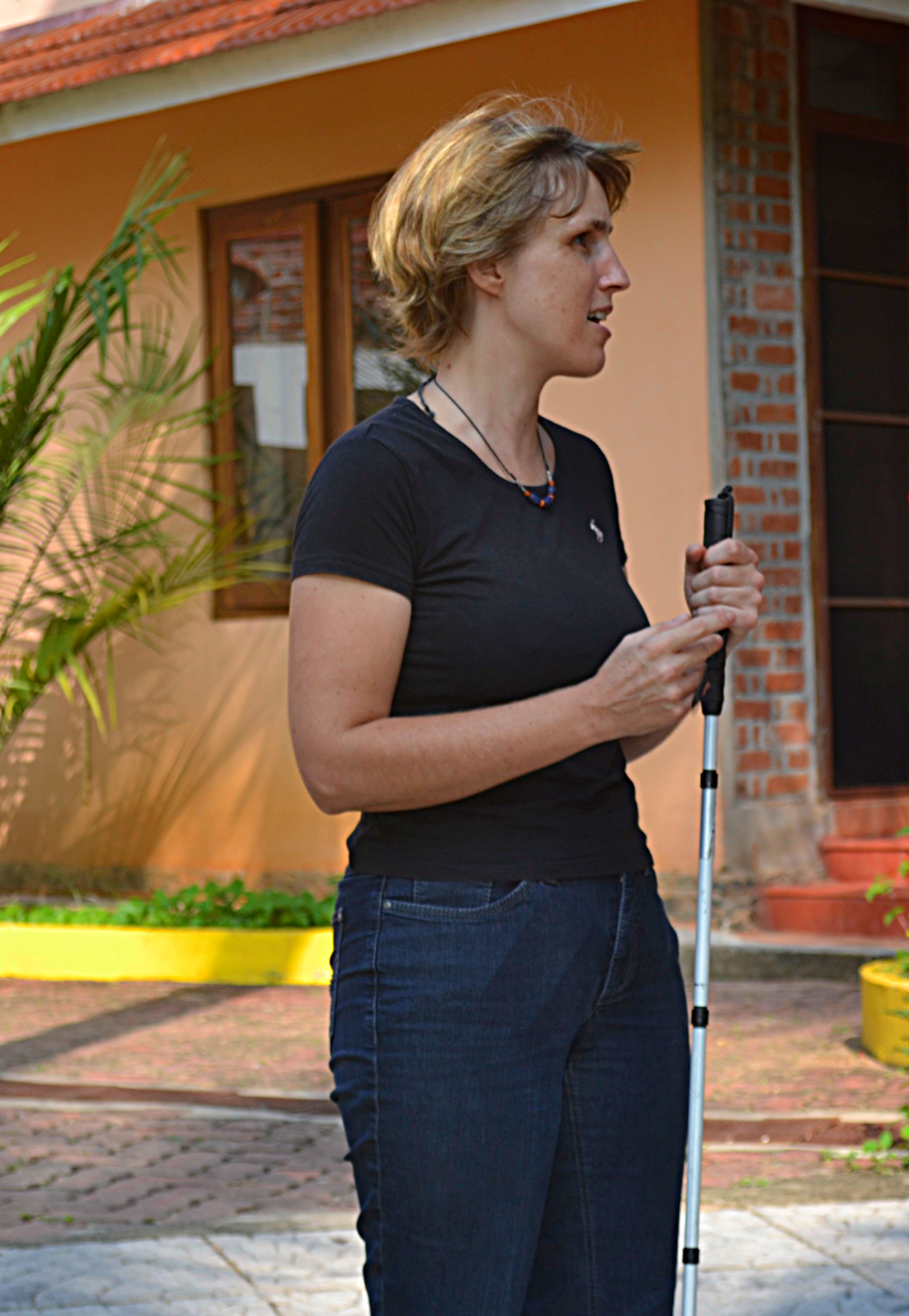
Sabriye Tenberken (2013)

Sabriye Tenberken (* 19. September 1970 in Köln) ist eine deutsche Tibetologin, Autorin und Gründerin der Organisation Braille Ohne Grenzen.

## Leben
Sabriye Tenberken wuchs in Bonn auf. Durch eine Netzhauterkrankung begann Tenberken bereits ab ihrem neunten Lebensjahr zu erblinden. Seit ihrem zwölften Lebensjahr ist sie völlig blind. Sie besuchte bis zu ihrer Erblindung eine Waldorfschule, dann die Deutsche Blindenstudienanstalt in Marburg. Anschließend studierte sie Tibetologie, Soziologie und Philosophie an der Rheinischen Friedrich-Wilhelms-Universität Bonn.
Tenberken entwickelte eine spezielle Brailleschrift für die tibetische Schriftsprache. Diese wurde inzwischen zur offiziellen Blindenschrift für Tibetisch.
1997 reiste sie alleine nach Tibet, wo sie den Niederländer Paul Kronenberg kennenlernte. Zusammen gründeten sie 1998 die Organisation „Braille Without Borders“ und die erste Blindenschule in Tibet, die in Lhasa mit der Unterrichtung von fünf blinden tibetischen Kindern im Lesen und Schreiben der tibetischen Punktschrift begann.
2000 entstand ein Dokumentarfilm über ihr Leben und ihre Arbeit, Mit anderen Augen. Auf Grund dieses Filmes erhielt sie den Charity Bambi.
2004 fand das Climbing Blind Project statt: Sabriye Tenberken nahm zusammen mit Paul Kronenberg und Teenagern der Schule für Blinde in Lhasa sowie einem amerikanischen Filmteam an einer von Erik Weihenmayer (erster blinder Mt.-Everest-Besteiger) geleiteten Bergsteigerexpedition in Tibet teil. Die Expedition musste jedoch aufgrund schlechter Witterungsverhältnisse vor dem Erreichen des Gipfels abgebrochen werden. Der Film Blindsight wurde mit verschiedenen Publikumspreisen prämiert: Berlinale, Palm Springs, AFI Los Angeles und im Oktober 2007 auch in Gent. Der Film war ab Januar 2008 in den deutschen Kinos zu sehen.
2005 wurde Tenberken als eine von 1000 Frauen beim Projekt 1000 Frauen für den Friedensnobelpreis 2005 nominiert.
Im indischen Kerala gründeten Tenberken und Kronenberg im Jahr 2009 das „International Institute for Social Entrepreneurs“ namens kanthari, in dem Blinde aus aller Welt lernen, in ihren jeweiligen Heimatländern Organisationen zu gründen und Projekte durchzuführen, um gegen Diskriminierung anzugehen.
Im Jahr 2017 wurde Tenberkens Visum für Tibet ohne Angabe von Gründen nicht verlängert, so dass sie die Arbeit in Lhasa nicht fortführen konnte. Im Juni 2018 wurde die Schule, ebenfalls ohne Angabe von Gründen, von der chinesischen Regierung geschlossen.

## Auszeichnungen
- 8. März 2000 von den Mitgliedern des International Women’s Club zur Frau des Jahres gewählt (Elisabeth-Norgall-Preis)
- August 2000 zusammen mit Paul Kronenberg den „Zilveren Jandaia“, eine holländische Auszeichnung für den Einsatz zur Verbesserung des Lebens von Menschen in der dritten Welt
- 8. Dezember 2000 Charity Bambi des deutschen Medienpreises
- 29. Januar 2001 vom Weltwirtschaftsforum zum „Global Leader for Tomorrow“ gekürt
- 1. September 2002 zusammen mit Paul Kronenberg Albert-Schweitzer-Preis der Johann Wolfgang von Goethe Stiftung in Basel, überreicht durch die 80-jährige Tochter von Albert Schweitzer
- September 2002 zusammen mit Paul Kronenberg „Nürnberger Teddy für Menschenliebe“
- 7. Oktober 2003 die Ritterschaft des Ordens von Oranien-Nassau
- 2. März 2005 Leila Hadley Luce Award for Courage der Wings Trust „Women of Discovery“ Awards
- Juni 2005 - Zusammen mit 999 anderen Frauen wird Sabriye Tenberken für den Friedensnobelpreis vorgeschlagen
- 4. Oktober 2005 Verleihung des Bundesverdienstkreuzes am Bande durch Bundespräsident Dr. Horst Köhler (Deutschland)
- September 2006 „Chomolongma Friendship Award“ der Regierung der Autonomen Region Tibet
- Oktober 2006 National Friendship Award der Regierung der Volksrepublik China in Peking
- Oktober 2006 Mother Teresa Award für Sabriye Tenberken und Braille Without Borders
- April 2009 Marburger Leuchtfeuer für soziale Bürgerrechte,[11] verliehen von Egon Vaupel, Oberbürgermeister der Stadt Marburg und der Humanistischen Union Marburg
- März 2012 Verleihung des von der Europaschule Bornheim vergebenen pädagogischen Ehrenpreises „Der Bornheimer“ an Sabriye Tenberken und Paul Kronenberg.

## Veröffentlichungen
- Mein Weg führt nach Tibet. Die blinden Kinder von Lhasa. Droemer Knaur, Oktober 2004, ISBN 3-426-77600-6.
- mit Olaf Schubert: Tashis neue Welt. Ein blinder Junge zeigt uns Tibet. Dressler, November 2000, ISBN 3-7915-1998-0 (ausgezeichnet mit dem „Weitsichtpreis für sozial engagierte Fotografen und Journalisten“ 2003).
- Das siebte Jahr. Von Tibet nach Indien. Kiepenheuer & Witsch, 22. August 2006, ISBN 3-462-03691-2.
- Mein siebtes Jahr: Die blinden Kinder von Tibet. März 2008. Knauer Verlag. ISBN 3-426-78025-9.
- Die Traumwerkstatt von Kerala: Die Welt verändern – das kann man lernen. Kiepenheuer&Witsch Verlag, September 2015, ISBN 3-462-04717-5.